# Evzen Kolar
Evzen Kolar (Brno, 1950. július 8. – Los Angeles, Kalifornia, 2017. július 11.) cseh filmproducer.

## Filmjei
- Hamis riport (Street Smart) (1987, associate producer)
- He-Man – A világ ura (Masters of the Universe) (1987, associate producer)
- Bat*21 (1988, line producer)
- Dupla dinamit (Double Impact) (1991, line producer)
- Storyville (1992, co-producer)
- Szörfös nindzsák (Surf Ninjas) (1993)
- Delta of Venus (1995)
- Acélváros (City of Industry) (1997)
- Inferno (1999)
- A szél menyasszonya (Bride of the Wind) (2001)
- The Boys from County Clare (2003)